# Улица Нунне
Улица Ну́нне (эст. Nunne tänav — «Монашеская улица»), в царское время также Систернская улица, Сестринская улица, Цистернпортская улица (нем. Süsterstraße, Systernstraße, Süsternstraße, Cystern-Straße, Schwesternstraße) в 1950–1987 годах улица Ва́кзали (эст. Vaksali tänav — «Вокзальная улица») — улица в историческом районе Старый город Таллина, Эстония.

## География
Начинается от улицы Пикк у ворот Пикк-ялг и выходит к железнодорожному вокзалу Таллина (улица Тоомпуйестеэ). Протяжённость — 374 метра.

## История

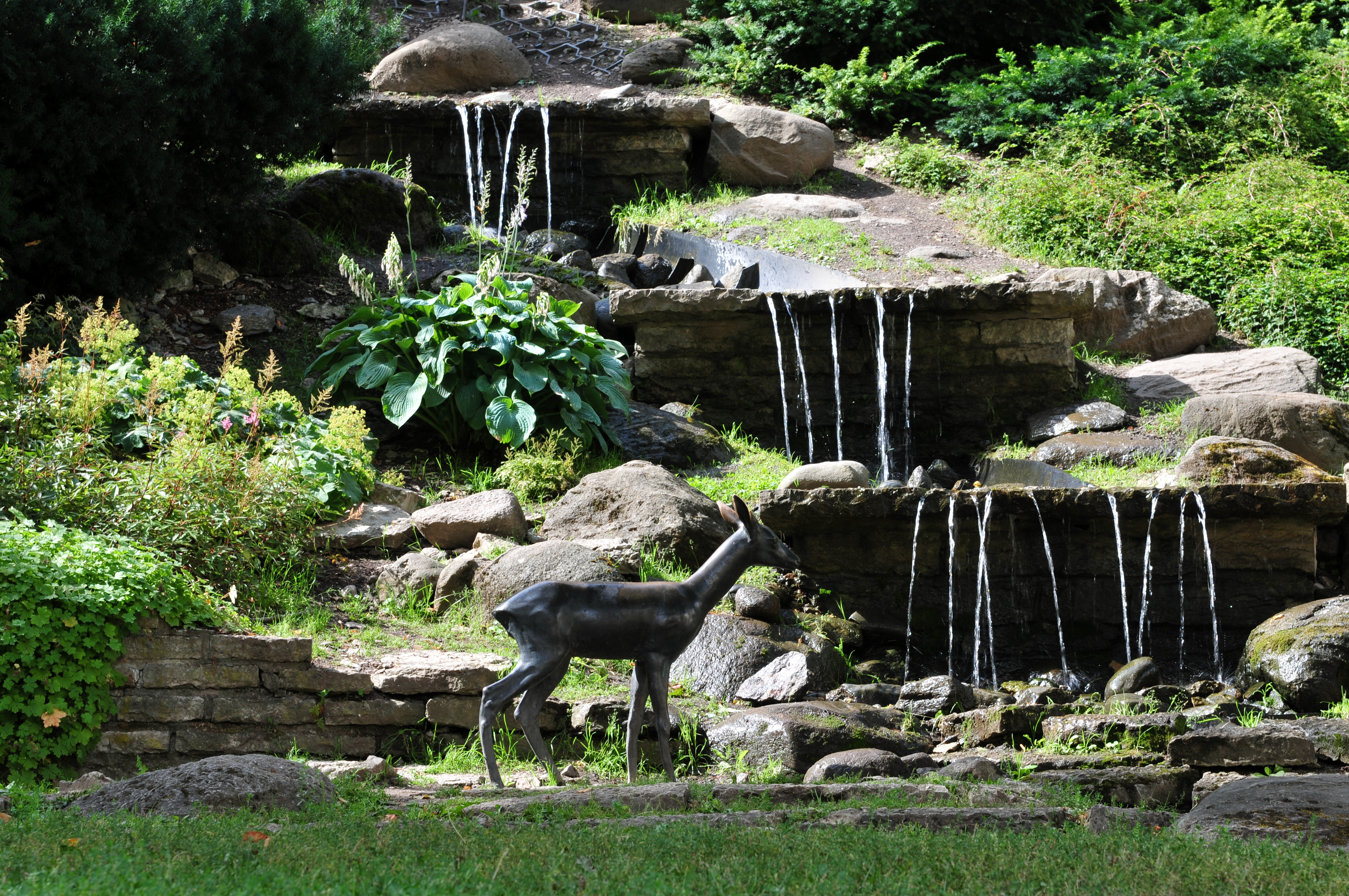
Статуя косули и водопад в Козьем саду

Улица получила название по женскому цистерцианскому монастырю (эст. nunn — монахиня) Святого Михаила, находившемуся на месте современного храма Преображения Господня и гимназии Густава Адольфа. Улица выходила из Старого города через несохранившиеся ворота Нуннавярав крепостной стены города около башен Сеэгитагуне (не сохранилась) и Саунатагуне (перестроена).
После утраты Ревелем во второй половине XIX века значения военной крепости на бывших земляных укреплениях (бастионах) создается парковый пояс, в 1864 году озеленение проведено на Башенной площади. Для улучшения транспортного сообщения в 1868 году были снесены ворота Нунневярав и все предмостные укрепления.
Жилая застройка у подножья северо-восточного склона холма Тоомпеа, к началу XX века пришедшая в ветхость, была отчуждена у владельца купца Германа Гуткина (тот планировал построить на этом месте пятиэтажную гостиницу с лифтами и зимним садом, но разорился) и снесена в начале 1919 года.
От перекрестка улицы с улицей Лай предполагалось построить подъёмник (фуникулер) на Тоомпеа, но по недостатку средств строительство не осуществлено, в первой половине 1920-х годов на этом месте был устроен сквер.
С 1950 по 1987 год улица называлась Вакзали.

## Достопримечательности
Бронзовая косуля (эст. Metskits) — один из символов Таллина (1930, скульптор Ян Коорт, установлена между д. 1 и 5) и искусственный водопад (эст. Metskitse kaskaad) со склонов Тоомпеа в Козьем саду (эст. Kitseaed).
22 августа 2013 года на каменной стене на улице близ здания правительства Эстонии был установлен барельеф и памятная доска Борису Ельцину.

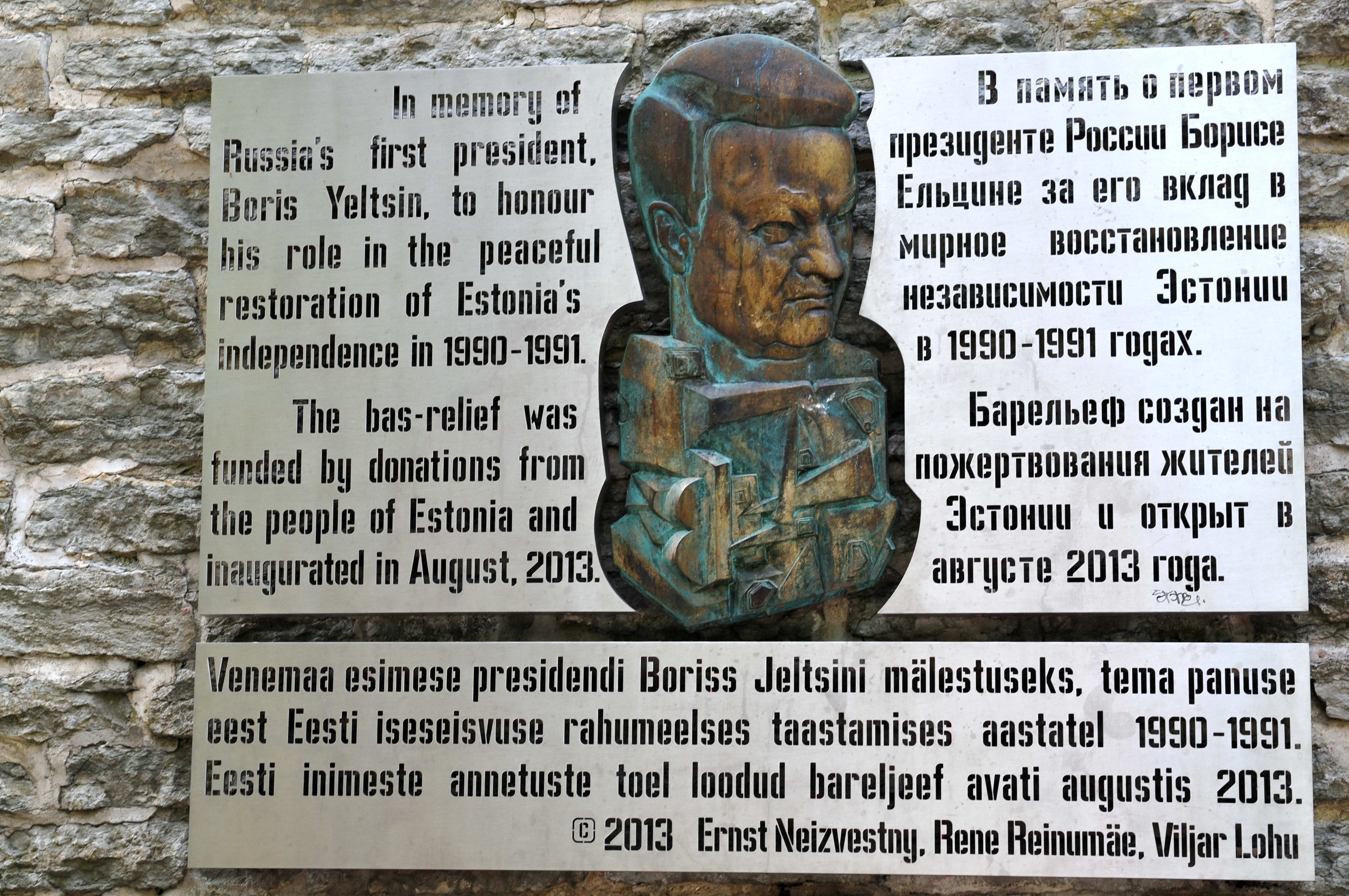
Памятная доска Борису Ельцину
Мемориальная доска актёру-кукловоду и постановщику Фердинанду Вейке. Лай, 1/3

## Застройка
д. 1 (улица Лай) — Бывший Таллинский городской театр (1904—1907, архитектор Н. Тамм-младший), ныне — Эстонский театр кукол.
д. 3 — в советское время гостиница «Балти»
д. 9 — перестроенная в жилой дом крепостная башня Саунатагуне.
д. 18 — Управа района Кесклинн
Улица является границей нескольких парков — Козий сад, Тоомпарк, Башенная площадь.

## Улица в кинематографе
На этой улице в 4-й серии фильма «Вариант «Омега»» капитан Пауль Кригер (Олег Даль) покупает цветы для Лотты Фишбах.